# استلن‌دام
استلن‌دام (به هلندی: Stellendam) یک منطقهٔ مسکونی در هلند است که در خوری-افرفلاکی واقع شده‌است. استلن‌دام ۳٬۴۷۰ نفر جمعیت دارد.